# Awraam Fjodorowitsch Lopuchin
Awraam Fjodorowitsch Lopuchin (russisch Авраам Фёдорович Лопухин; † 8. Dezemberjul. / 19. Dezember 1718greg. in St. Petersburg) war ein russischer Fürst.

## Leben
Lopuchin, Sohn des Bojaren-Fürsten Illarion Awramowitsch Lopuchin aus dem Adelsgeschlecht Lopuchin und Bruder der Zarin Jewdokija Fjodorowna, gehörte zu den 50 Adligen, die 1697 von Zar Peter I. zum Studium des Schiffbaus nach Italien geschickt wurden.
Nach seiner Rückkehr gewann Lopuchin im Laufe der Jahre eine zunehmende Bedeutung insbesondere für die alten Adelsfamilien, die Peter I. feindlich gesinnt waren und auf den Zarewitsch Alexei hofften. Es bildete sich ein geheimer Kreis von Adligen um Alexei, die Einfluss auf Lopuchin ausübten. Im Herbst 1716 flüchtete Alexei ins Ausland.
Anfang 1718 gelang es Alexei nach Moskau zurückzukehren. Im Februar 1718 kam Grigori Grigorjewitsch Skornjakow-Pissarew vom Preobraschenski Leib-Garderegiment in das Pokrowski-Frauenkloster in Susdal, in das die Zarin Jewdokija Fjodorowna unter der Aufsicht von Lopuchins Schwiegervater Fjodor Romodanowski verbannt war. Bei der Durchsuchung der Zelle wurden Briefe von Lopuchin und anderen gefunden, über die sogleich dem Zaren berichtet wurde mit dem Hinweis auf notwendige Verhaftungen. Lopuchin wurde beschuldigt, eine geheime Korrespondenz mit Jewdokija Fjodorowna geführt und die Flucht Alexeis gekannt und unterstützt zu haben. Im ersten Verhör gestand Lopuchin nichts. Fjodor Schurawski, Chorsänger Marija Alexewnas (Tochter des früheren Zaren Alexei I. und Halbschwester Peters I.) gab an, dass Lopuchin mit Marija Alexejewna über Probleme des Volkes beraten und bezüglich Alexeis korrespondiert habe. Nach weiteren Verhören und 15 Schlägen gestand Lopuchin wie die anderen und gab zu, den Tod des Zaren und die Inthronisierung des Zarewitsch gewünscht zu haben.
Lopuchin wurde nach St. Petersburg gebracht und in der Peter-und-Paul-Festung gefangen gehalten. Es folgten weitere Verhöre und Folterungen. Im November 1718 verurteilte der Senat Lopuchin zum Tode. Im Dezember 1718 wurden Lopuchin und vier Diener Alexeis hingerichtet. Lopuchins Kopf wurde bis zum März 1719 öffentlich ausgestellt. Dann wurde Lopuchin im Moskauer Andronikow-Kloster begraben. Er war zweimal verheiratet und hinterließ zwei Söhne.